# At Willul
At Willul sono un gruppo etnico berbero che abita nella città di Zuara nel nord della Libia. Gli At Willul parlano una varietà di berbero simile al nefusi, ma sono generalmente bilingui e conoscono anche l'arabo libico.

## Personaggi
- Ali Fates (cantautore e poeta)
- Abdullah Ashini (cantante e poeta)